# Бирюса (женский хоккейный клуб)
«Бирюса́» — женский клуб хоккея с шайбой из Красноярского края, основан в 1987 году. Десятикратный бронзовый призёр чемпионата России.

## История

### «Локомотив»
В 1987 году ЖХК «Локомотив» изначально был создан, как команда по игре в хоккей с мячом. Учредителями этой команды стали Управление Красноярской железной дороги и ДОРПРОФСОЖ. Тренером команды стал Валерий Поздняков. С 1987 года команда участвовала в чемпионатах по хоккею с мячом СССР, СНГ и России. В 1991 году она стала серебряным призером Чемпионата СССР, а в 1992 году – выиграла Кубок СССР. Игроки команды постоянно входили в состав национальной сборной. После включения женского хоккея с шайбой в олимпийскую программу в 1994 году команда по инициативе красноярского краевого Комитета по физической культуре и спорту была переориентирована на хоккей с шайбой, с 1995 года является постоянным участником чемпионата России среди женских команд.

### «Локомотив-Энергия»
В 2008 году, после принятия в свои ряды в качестве фарм-клуба ХК «Энергия» (Нерюнгри), название клуба изменилось на «Локомотив-Энергия».
По ходу сезона 2010/2011 из-за аварийного состояния ледового дворца «Сокол» команде пришлось проводить свои домашние игры и тренировки в спортивном комплексе «Факел», который находится в посёлке Подгорный (30 км. от Красноярска). 1 июня 2011 «Локомотив-Энергия» вошла в структуру хоккейного клуба «Сокол». В марте 2012 команда переехала на новый крытый каток «Первомайский» открывшийся в Ленинском районе Красноярска. 

### «Бирюса»
В августе 2012 после того, как закончился контракт с «РЖД» и клубом из Нерюнгри («Энергия»), было решено переименовать команду. После опроса болельщиков и администрации команды, женская команда Красноярска была переименована в «Бирюсу», а в конце 2012 команда вернулась в перестроенный ледовый дворец «Сокол» для тренировок и домашних игр. 
С сезона 2015/16 «Бирюса» выступает в Женской хоккейной лиге.
18 февраля 2017 года в «Арене-Север» «Бирюса» сыграла всемирный женский матч с «Торнадо», в котором победу праздновали гости — 2:3 бул.

## Состав команды
- Главный тренер — Ведерников Александр Юрьевич
- Старший тренер — Трипузов Валерий Андреевич (до 2024)
- Старший тренер — Еремеев Павел Анатольевич 2024—н. в.
- Тренер вратарей — Проценко Илья Андреевич (до 2020)
- Тренер вратарей — Черниговский Егор Евгеньевич
- Врач — Сергеева Лилия Шамильевна (до 2020)
- Врач — Филимонов Александр Алексеевич 2024—н. в.
- Администратор — Бизюк Константин Михайлович (до 2020)
- Администратор —  Строев Илья Дмитриевич 2024—н. в.

Состав команды на официальном сайте клуба Архивная копия от 27 февраля 2017 на Wayback Machine

## Капитаны команды
- 2013-2018  Елена Подкаменная
- 2018—н. в.  Валерия Павлова
- 2023-2024 Горалкова Павлина
- Митрофанова Оксана (плей-офф 2024)

## Главные тренеры команды
- Поздняков Валерий Филиппович (с 1987 по 2004)
- Лубягин Александр Владимирович (с 2004 по 2011)
- Ведерников Александр Юрьевич (с 1 июня 2011 по н.в.)

## Достижения
В первенствах СССР по хоккею с мячом
- Серебряный призёр чемпионата СССР по хоккею с мячом сезона 1990/91.
- Обладатель Кубка СССР по хоккею с мячом сезона 1990/91.

В чемпионате России среди женских команд по хоккею с шайбой
- Бронзовый призёр сезона 1995/96
- Бронзовый призёр сезона 1996/97
- Бронзовый призёр сезона 1998/99
- Бронзовый призёр сезона 1999/00
- Бронзовый призёр сезона 2000/01
- Бронзовый призёр сезона 2001/02
- Бронзовый призёр сезона 2002/03
- Бронзовый призёр сезона 2008/09
- Бронзовый призёр сезона 2015/16
- Бронзовый призёр сезона 2018/19
- Бронзовый призёр сезона 2019/20
- Бронзовый призёр сезона 2020/21

В международных турнирах
- Победитель международного турнира в 1998 году среди клубных команд в Париже (Франция).

## Статистика
| Сезон   | Место | И  | В  | ВО | ВБ | Н  | ПБ | ПО | П  | ЗШ  | ПШ  | О  |
| ------- | ----- | -- | -- | -- | -- | -- | -- | -- | -- | --- | --- | -- |
| 1995/96 |       | 15 | 8  | -- | -- | 2  | -- | -- | 5  | 59  | 47  | 18 |
| 1996/97 |       | 15 | 9  | -- | -- | 0  | -- | -- | 6  | 57  | 51  | 18 |
| 1997/98 | 6     | 4  | 2  | -- | -- | 1  | -- | -- | 1  | 46  | 20  | 5  |
| 1998/99 |       | 22 | 13 | -- | -- | 1  | -- | -- | 8  | 155 | 45  | 27 |
| 1999/00 |       | 17 | 9  | -- | -- | 2  | -- | -- | 6  | 113 | 32  | 20 |
| 2000/01 |       | 18 | 6  | 0  | -- | 0  | -- | 0  | 12 | 36  | 67  | 18 |
| 2001/02 |       | 24 | 5  | 0  | -- | 1  | -- | 0  | 18 | 55  | 113 | 16 |
| 2002/03 |       | 24 | 4  | 0  | -- | 2  | -- | 0  | 18 | 51  | 112 | 14 |
| 2003/04 | 4     | 30 | 9  | 0  | -- | 2  | -- | 0  | 19 | 97  | 100 | 29 |
| 2004/05 | 4     | 30 | 10 | 0  | -- | 0  | -- | 0  | 20 | 45  | 51  | 30 |
| 2005/06 | 4     | 30 | 13 | 0  | -- | 0  | -- | 1  | 16 | 70  | 115 | 40 |
| 2006/07 | 5     | 24 | 1  | 0  | -- | 3  | -- | 2  | 18 | 37  | 93  | 8  |
| 2007/08 | 4     | 24 | 5  | 0  | 0  | -- | 0  | 0  | 19 | 33  | 144 | 15 |
| 2008/09 |       | 24 | 8  | 0  | 0  | -- | 0  | 0  | 16 | 37  | 144 | 24 |
| 2009/10 | 5     | 30 | 8  | 2  | 1  | -- | 1  | 1  | 17 | 50  | 167 | 32 |
| 2010/11 | 4     | 30 | 8  | 0  | 1  | -- | 2  | 1  | 18 | 68  | 144 | 29 |
| 2011/12 | 5     | 30 | 7  | 0  | 0  | -- | 2  | 0  | 21 | 61  | 161 | 23 |
| 2012/13 | 6     | 48 | 19 | 1  | 1  | -- | 2  | 3  | 22 | 156 | 169 | 66 |
| 2015/16 |       | 24 |    |    |    |    |    |    |    |     |     |    |

Примечание: И — количество игр, В — выигрыши в основное время, ВО — выигрыши в овертайме, ВБ — выигрыши по буллитам, Н — ничейный результат, ПБ — поражения по буллитам, ПО — поражения в овертайме, П — поражения в основное время, ЗШ — забито шайб, ПШ — пропущено шайб, О — очки.